# США на зимних Олимпийских играх 1976
Соединённые Штаты Америки принимали участие в XII Зимних Олимпийских играх, проходивших в Инсбруке (Австрия) с 4 по 15 февраля 1976 года, где представители США завоевали 10 медалей, из которых 3 золотых, 3 серебряных и 4 бронзовых. На Зимних Олимпийских Играх 1976 года в Инсбруке, сборную Соединённых Штатов Америки представляли 106 спортсменов (76 мужчин и 30 женщин), выступавших в 10 видах спорта.